# Max Dwinger (Fechter, 1870)
Marcus „Max“ Dwinger (* 31. Juli 1870 in Leeuwarden; † 12. August 1939 in Amsterdam) war ein niederländischer Fechter.

## Karriere
Dwinger nahm 1908 an den Olympischen Spielen in London teil. Hier erreichte er im Degenfechten in der ersten Runde den vierten Rang in seiner Gruppe und schied aus.
Sein Enkel Max Dwinger nahm an den Olympischen Spielen 1960 in Rom im Degenfechten teil.